# The Kat
Stacy Carter (Memphis, Tennessee, Estados Unidos, 29 de septiembre de 1970), más conocida como The Kat o Miss Kitty, es una  exmánager y luchadora profesional, conocida por su paso en la WWE desde finales de la década de los 90 del milenio pasado hasta el 2000, siendo dúo con la exluchadora Chyna, cuando fue liberada de su contrato.

## Campeonatos y logros
- World Wrestling Federation
  - WWF Women's Championship (1 vez)[1]